# Бенедикт Война
Бенедикт Война (біл. Бэнэдыкт Война, пол. Benedykt Woyna; ? — 22 жовтня 1615) — релігійний діяч Великолитовського князівства. Віленський римо-католицький єпископ (з 1600 року).

## Життєпис
Представник шляхетського роду Гричини-Войни гербу «Труби», син Войни Гричини. Мав братів Семена, Григорія, Сокола та Гавриїла.
Навчався у Віленській академії та за кордоном. Був священиком і каноніком віленським, секретарем короля і великого князя Стефана Баторія, настоятелем троцьким з 1576 року. З 1594 р. адміністратор Віленської єпархії, з 1600 р. — віленський єпископ. Він повторно канонізував св. Казимира.